# Họ Rươi
Họ Rươi (Nereididae, trước đây được viết là Nereidae) là một họ thuộc bộ Phyllodocida, lớp Nhiều tơ (Polychaeta), ngành Giun đốt. Họ này chứa khoảng 500 loài, được phân thành 42 chi, chủ yếu là các loài giun biển và giun nước lợ. Tên gọi phổ biến của các loài trong họ này là rươi. Rươi còn được gọi là rồng đất trong dân gian.. Loài rươi có giá trị kinh tế thường được khai thác ở Việt Nam là rươi biển (Tylorhynehus heterocheatus).

## Đặc trưng
Thùy trước miệng của họ Rươi mang một cặp các xúc tu được phân biệt thành hai khối, khối ở đầu gần lớn hơn khối ở đầu xa. Các chi bên chủ yếu là chẻ đôi (chỉ có hai cặp đầu tiên là không chẻ). Phần quanh miệng hợp nhất với phần đốt đầu tiên của cơ thể, thông thường với 2 cặp lông gai xúc tu. Đốt thứ nhất của cơ thể với 1-2 cặp lông gai xúc tu không có các chất kitin dạng hình kim.
Các tơ cứng phức hợp tồn tại (ít khi suy giảm). Các nhánh mặt lưng của các chi bên là khác biệt, thông thường với các thùy bẹt hơn, Các nhánh mặt bụng hợp thành các dạng hình liềm và/hoặc dạng hình gai (ít khi thiếu các nhánh mặt bụng).
Chúng có 2 râu thuộc thùy trước miệng (không có ở chi Micronereis). Hầu (họng) khi lộn ra ngoài, thấy rõ gồm hai phần, với một cặp hàm khỏe trên phần ngoại biên và thường có các răng nón trên một hoặc nhiều khu vực của cả hai phần.
Phần lớn các chi không có các mang (nếu có thì chúng thường phân nhánh và xuất hiện trên các đốt giữa-trước của cơ thể). Cơ thể ấu trùng bao gồm 4 đốt.

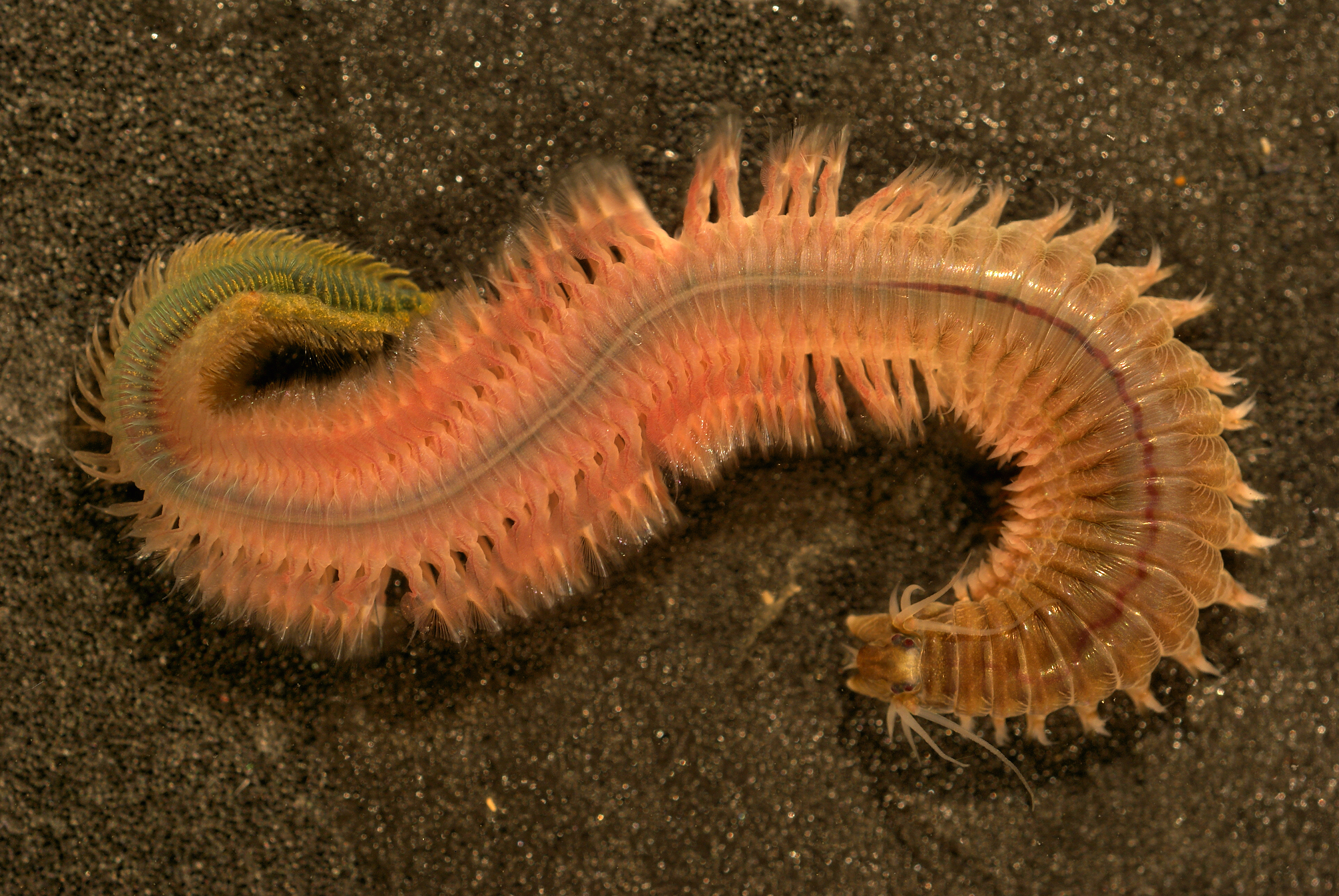
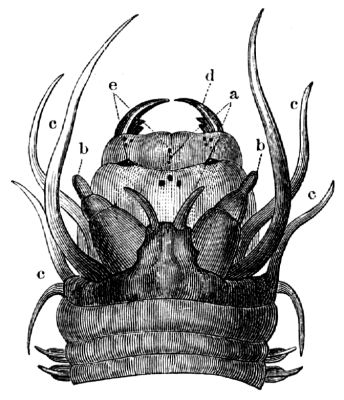

## Phân loại
Họ Rươi hiện tại được cho là một đơn vị phân loại đơn ngành. Các họ hàng gần gũi nhất của chúng trong cây phát sinh loài của giun nhiều tơ là các họ Chrysopetalidae và Hesionidae (thuộc siêu họ Nereidoidea).
Họ Rươi được chia thành 42 chi, nhưng quan hệ giữa các chi vẫn chưa được sáng tỏ. Thông thường người ta chia họ này thành 3 phân họ - Namanereidinae, Gymnonereinae và Nereidinae.
Họ Rươi Nereididae
- Chi Aceronereis
- Chi Alitta: 3 loài A. grandis, A. succinea và A. virens
- Chi Australonereis
- Chi Branchionereis
- Chi Ceratocephale
- Chi Ceratonereis
- Chi Cheilonereis
- Chi Cirroceros
- Chi Cirronereis
- Chi Composetia
- Chi Cryptonereis
- Chi Dawbinia
- Chi Dendronereides
- Chi Dendronereis
- Chi Eunereis
- Chi Ganganereis
- Chi Gymnonereis
- Chi Hediste
- Chi Heminereis
- Chi Imajimainereis
- Chi Kainonereis
- Chi Kinberginereis
- Chi Laeonereis
- Chi Laevispinereis
- Chi Leonnates
- Chi Lepidonereis
- Chi Leptonereis
- Chi Lycastilla
- Chi Lycastoides
- Chi Lycastonereis
- Chi Lycastopsis
- Chi Meganereis
- Chi Micronereides
- Chi Micronereis
- Chi Namalycastis
- Chi Namanereis
- Chi Neanthes
- Chi Nectoneanthes
- Chi Nereis
- Chi Nicomedes
- Chi Nicon
- Chi Nossis
- Chi Olganereis
- Chi Paraleonnates
- Chi Perinereis
- Chi Periserrula
- Chi Platynereis
- Chi Podonereis
- Chi Profundilycastis
- Chi Protolycoris
- Chi Pseudonereis
- Chi Rullierinereis
- Chi Simplisetia
- Chi Sinonereis
- Chi Solomononereis
- Chi Steninonereis
- Chi Tambalagamia
- Chi Tetratrocha
- Chi Tylonereis
- Chi Tylorrhynchus
- Chi Typhlonereis
- Chi Unanereis
- Chi Websterinereis
- Chi Wuinereis

## Sinh thái
Rươi chủ yếu là các sinh vật biển, thỉnh thoảng có thể bơi ngược dòng vào sông hay thậm chí bò lên trên mặt đất (chẳng hạn Lycastopsis catarractarum). Chúng được tìm thấy ở nhiều tầng nước, tìm kiếm thức ăn trong các đám rong, cỏ biển, ẩn núp dưới đá hay giấu mình trong cát hay bùn. Các loài rươi chủ yếu là động vật ăn tạp nhưng nhiều loài lại là các động vật ăn thịt tích cực.

## Ẩm thực

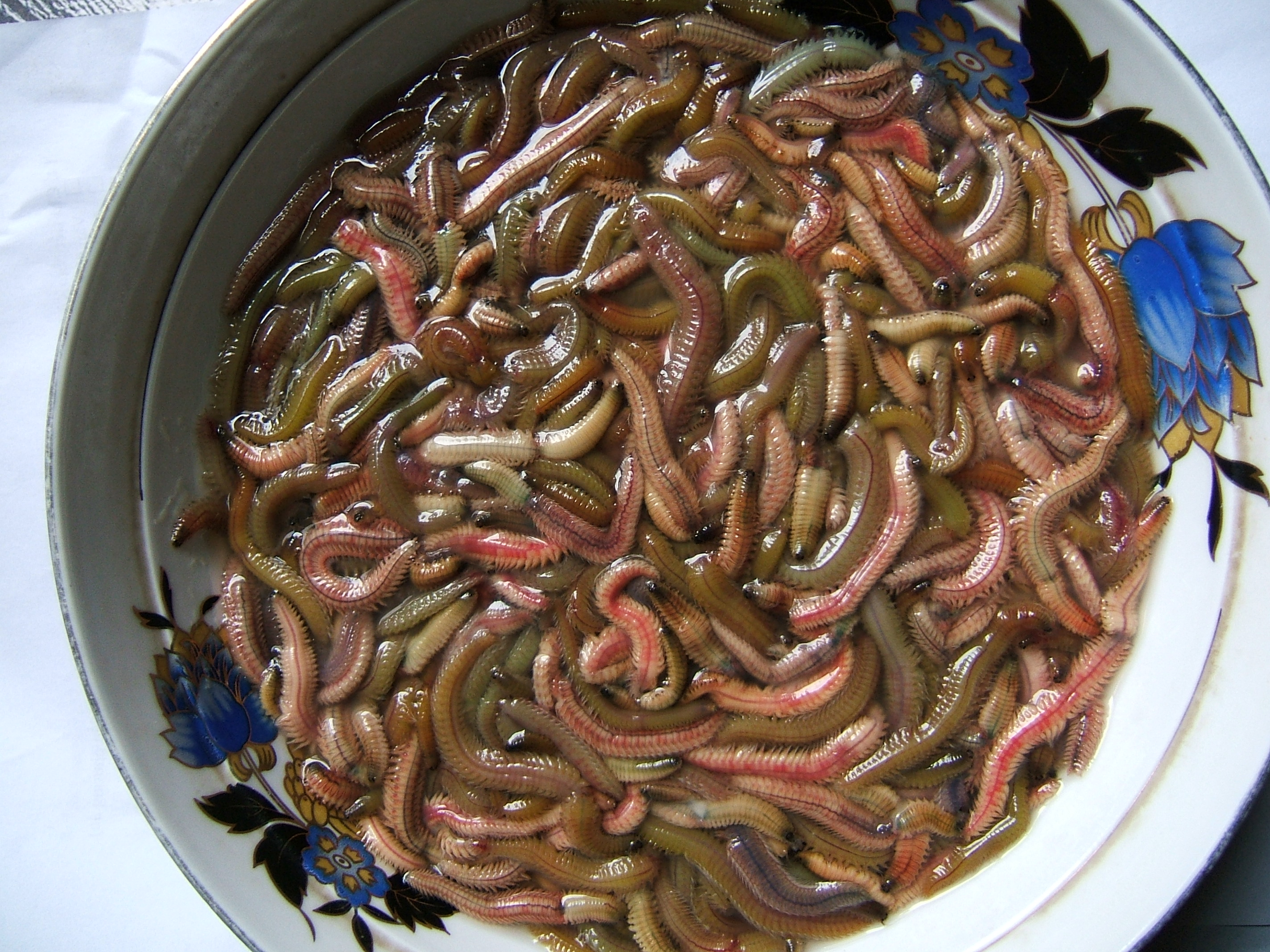
Một bát rươi còn sống trước khi sơ chế

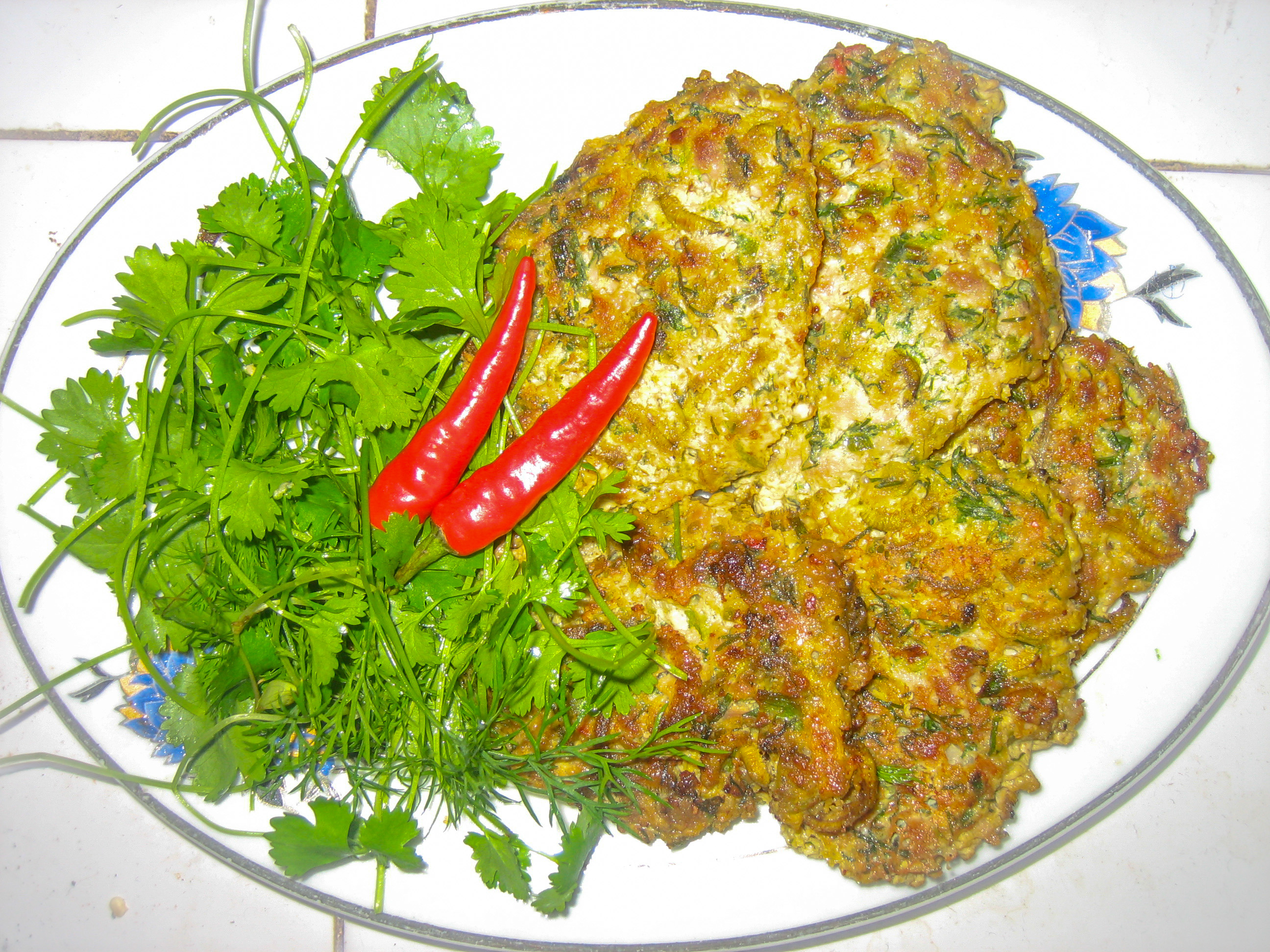
Chả rươi

Rươi xuất hiện trong ẩm thực ở Việt Nam và một số vùng thuộc nam đảo Thái Bình Dương như Indonesia, quần đảo Fiji, Samoa.
Tại Việt Nam, rươi có nhiều ở vùng Kinh Môn, Tứ Kỳ (Hải Dương); Vĩnh Bảo, Tiên Lãng, Kiến Thụy, An Lão (Hải Phòng). Rươi còn là một nguyên liệu để chế biến những món đặc biệt thơm ngon. Rươi có thể làm các món như: chả rươi, mắm rươi, rươi hấp, nem rươi, rươi kho, rươi xào củ niễng măng tươi hay củ cải, thậm chí có nơi còn làm canh riêu rươi.
Có ca dao về mùa rươi: Tháng chín đôi mươi, tháng mười mùng năm. Còn có câu ca dao Tháng chín ăn rươi, tháng mười ăn nhộng, Bao giờ cho đến tháng mười, bát cơm thì trắng bát rươi thì đầy, đây là những thời điểm trong năm thường xuất hiện rươi và người dân có thể thu hoạch sử dụng hoặc mang đi bán.
Tại Hà Nội, Việt Nam, có phố Hàng Rươi, trong khu vực các phố cổ, nơi từng có hoạt động buôn bán rươi vào tháng 9 âm lịch hàng năm.